# マラウェ州
マラウェ州(フランス語：Région de la Marahoué)はコートジボワール南西部のサッサンドラ＝マラウェ地方東部の州。
2014年の人口は約86.2万人。
面積は約9100km2。

## 地理
- 北：ベレ州
- 北東：グベケ州
- 東：ベーリン州
- 南東：ヤムスクロ
- 南：ゴー州
- 西：高サッサンドラ州

## 行政区画
- Bouaflé
- Sinfra
- Zuénoula